# Anolis agueroi
Anolis agueroi este o specie de șopârle din genul Anolis, familia Polychrotidae, descrisă de Diaz, Navarro și Garrido 1998. Conform Catalogue of Life specia Anolis agueroi nu are subspecii cunoscute.